# Oblast Imeretië
De oblast Imeretië (Russisch: 'Имеретинская область; Imeretiskaja oblast) was een oblast in het keizerrijk Rusland. Het gouvernement bestond van 1811 tot 1840. De oblast kwam voort uit het koninkrijk Imeretië en ging op in het gouvernement Georgië-Imeretië. De oblast bestond uit zes districten. De hoofdstad was Koetaisi.